# Aeroportul Charles M. Schulz–Sonoma County
Aeroportul Charles M. Schulz–Sonoma County (IATA: STS, ICAO: KSTS, FAA LID: STS) este un aeroport din California, Statele Unite ale Americii ce deservește zona Santa Rosa. Aeroportul a fost tranzitat în 2019 de 479.718 pasageri. A fost numit după Charles M. Schulz⁠(d).
Situat la o altitudine de 38 m, aeroportul dispune de 2 piste.

## Infrastructură

### Piste
Aeroportul dispune de 2 piste. Pista 02/20 are suprafața de asfalt și dimensiunile 5.202 picioare × 100 picioare. Pista 14/32 are suprafața de asfalt și dimensiunile 6.000 picioare × 150 picioare. 